# Festival international du film policier de Beaune 2019
Le Festival international du film policier de Beaune 2019, 11e édition du festival, se déroule du 3 au 7 avril 2019.

## Déroulement et faits marquants
Pour cette édition, Benoit Jacquot  est président du jury, Samuel Benchetrit est président du jury sang neuf,.
Le 6 avril 2019, le palmarès est dévoilé : le Grand Prix est décerné au film taïwanais Face à la nuit (幸福城市, Xìngfú Chéngshì, Cities of Last Things) de Ho Wi-ding , le Prix du Jury au film philippin Alpha, The Right To Kill de Brillante Mendoza et au film italien La paranza dei bambini de Claudio Giovannesi.

## Les jurys

### Compétition
- Benoit Jacquot (président du jury), réalisateur
- Mélanie Bernier, actrice
- Agathe Bonitzer, actrice
- Lolita Chammah, actrice
- François Civil, acteur
- Alice Isaaz, actrice
- Louis-Do De Lencquesaing, acteur, réalisateur
- Tonie Marshall, réalisatrice, actrice
- Nicolas Saada, réalisateur, scénariste

### Compétition sang neuf
- Samuel Benchetrit (président du jury), réalisateur, acteur
- Iris Bry, actrice
- Esther Garrel, actrice
- Diane Rouxel, actrice
- Frédéric Tellier, réalisateur

## Sélection

### En compétition
- Alpha, The Right To Kill de Brillante Mendoza  Philippines
- Face à la nuit (幸福城市, Xìngfú Chéngshì, Cities of Last Things) de Ho Wi-ding  Taïwan
- El reino de Rodrigo Sorogoyen  Espagne
- Factory (Завод) de Youri Bykov  Russie
- Les Oiseaux de passage (Pájaros de verano) de Cristina Gallego et Ciro Guerra  Colombie
- La paranza dei bambini de Claudio Giovannesi  Italie
- Rojo de Benjamin Naishtat  Argentine
- Savage de Cui Siwei  Chine

### En compétition sang neuf
- Chained (Eynayim Sheli) d'Oliver Kienle  Israël  Allemagne
- Donnybrook de Tim Sutton  États-Unis
- Dragged Across Concrete de S. Craig Zahler  États-Unis
- Duelles d'Olivier Masset-Depasse  Belgique  France
- Nevada (The Mustang) de Laure de Clermont-Tonnerre  France
- The Miracle of the Sargasso Sea de Syllas Tzoumerkas  Grèce

### Hors compétition
- Banco (70 Binladens ) de Koldo Serra  France
- Bluebird (A Bluebird in My Heart) de Jérémie Guez  Belgique  France
- Chabrol, l'anticonformiste de Cécile Maistre-Chabrol  France
- The Operative de Yuval Adler  Israël  États-Unis
- La Grande cavale (Marnie’s World) de Christoph Lauenstein et Wolfgang Lauenstein  Allemagne

## Palmarès
- Grand Prix : Face à la nuit (幸福城市, Xìngfú Chéngshì, Cities of Last Things) de Ho Wi-ding
- Prix du Jury : (ex æquo)  Alpha, The Right To Kill de Brillante Mendoza et La paranza dei bambini de Claudio Giovannesi
- Prix de la critique : El reino de Rodrigo Sorogoyen
- Prix spécial police : Les Oiseaux de passage (Pájaros de verano) de Cristina Gallego et Ciro Guerra
- Prix sang neuf : Dragged Across Concrete de S. Craig Zahler